# Carlos Cabello
Carlos Cabello (Callao, Perú, 22 de septiembre de 1997) es un futbolista peruano. Juega como lateral derecho y su equipo actual es la Asociación Deportiva Tarma de la Liga 1 del Perú.

## .Trayectoria

### Academia Cantolao
Cabello ha sido formado totalmente en la Academia Cantolao, club con el cual disputó certámenes de menores como la Copa de Oro en su categoría. Fue una de las revelaciones juveniles que mostró el club en su campaña de la Copa Perú 2015, en donde se quedó con el subcampeonato tras perder en la final ante Defensor La Bocana. Previamente había sido campeón distrital de Bellavista - La Perla y campeón departamental del Callao. En la etapa nacional de la Copa Perú, fue titular en los dos partidos de semifinales ante Cristal Tumbes, además de jugar la segunda final de dicho torneo.
Debido al subcampeonato en Copa Perú, la temporada 2016 significó la presencia de Cantolao en la segunda división peruana. En 30 fechas, Cabello disputó 19 partidos y Cantolao salió campeón de la competición, ascendiendo a la Primera División del Perú para la temporada 2017. En su primera temporada en la máxima categoría, Cabello vio actividad en 13 encuentros y en la temporada 2018, ante la partida de Giancarlo Carmona, terminó consolidándose en la banda derecha del Delfín, anotando su primer gol en el Descentralizado el 26 de julio de 2018 en el empate 2-2 con Sport Boys.
Vio su mejor temporada en la Liga 1 2019, siendo el defensor que realizó más quites; el más goleador, con cinco tantos; y el que tuvo más duelos ganados, datos que le dieron la etiqueta como uno de los mejores laterales derechos del torneo.

### Sporting Cristal
Tras su gran temporada en Cantolao, el 10 de enero de 2020 fue confirmado como segundo refuerzo de Sporting Cristal, firmando con el elenco celeste hasta 2023. Debutó en la primera fecha del Torneo Apertura 2020 como titular, sin embargo fue expulsado en la derrota por 2-1 ante UTC.

## Selección nacional
Cabello ha sido parte de la Selección de fútbol de Perú categoría sub-20 en ciertos microciclos durante el año 2016. En abril de 2019, fue convocado a la selección sub-23 de Perú por Nolberto Solano para el primer microciclo con miras a los Juegos Panamericanos de 2019, sin embargo no llegó a entrar en la lista final.

## Clubes y estadísticas
Actualizado el 29 de octubre de 2022.
| Academia Cantolao · Perú | 2015             | 3ª               | 10  | 1  | — | — | — | — | 10  | 1  |
| Academia Cantolao · Perú | 2016             | 2ª               | 19  | 0  | — | — | — | — | 19  | 0  |
| Academia Cantolao · Perú | 2017             | 1ª               | 13  | 0  | — | — | — | — | 13  | 0  |
| Academia Cantolao · Perú | 2018             | 1ª               | 36  | 3  | — | — | — | — | 36  | 3  |
| Academia Cantolao · Perú | 2019             | 1ª               | 30  | 5  | 3 | 0 | — | — | 33  | 5  |
| Academia Cantolao · Perú | 2021             | 1ª               | 10  | 0  | — | — | — | — | 10  | 0  |
| Academia Cantolao · Perú | Total club       | Total club       | 118 | 9  | 3 | 0 | 0 | 0 | 121 | 9  |
| Sporting Cristal · Perú | 2020             | 1ª               | 5   | 0  | — | — | 1 | 0 | 6   | 0  |
| Sporting Cristal · Perú | Total club       | Total club       | 5   | 0  | 0 | 0 | 1 | 0 | 6   | 0  |
| Sport Boys · Perú | 2021             | 1ª               | 4   | 0  | — | — | — | — | 4   | 0  |
| Sport Boys · Perú | Total club       | Total club       | 4   | 0  | 0 | 0 | 0 | 0 | 4   | 0  |
| Universidad César Vallejo · Perú | 2022             | 1ª               | 32  | 1  | — | — | 2 | 0 | 34  | 1  |
| Universidad César Vallejo · Perú | Total club       | Total club       | 32  | 1  | 0 | 0 | 2 | 0 | 34  | 1  |
| Total en carrera | Total en carrera | Total en carrera | 159 | 10 | 3 | 0 | 3 | 0 | 165 | 10 |
| (1)Incluye datos de la Copa Perú 2015 a partir de la etapa departamental. (2)Incluye datos de la Copa Bicentenario (2019). (3)Incluye datos de la Copa Libertadores de América (2020 y 2022). |                  |                  |     |    |   |   |   |   |     |    |

## Palmarés

### Campeonatos nacionales
- 1 Segunda División del Perú: 2016
- 1 Subcampeonato Copa Perú: 2015
- 1 Primera División del Perú 2020

### Torneos regionales
- 1 Liga Departamental de Fútbol del Callao: 2015
- 1 Liga Distrital de Bellavista - La Perla: 2015

### Distinciones individuales
- Equipo ideal de la Copa Perú según el portal periodístico DeChalaca.com: 2015[10]
- Equipo ideal del Torneo Apertura de la Liga 1: 2019[11]
- Mejor once de la Liga 1 según la SAFAP: 2019[12]
- Equipo ideal de la Liga 1 según Dechalaca.com: 2019[13]
- Once ideal de la Liga 1: 2019[14]